# NGO-Forum
Het NGO-Forum is een overkoepelende organisatie van politiek ongebonden Surinaamse organisaties (ngo's). Het is gevestigd in Paramaribo.
De aangesloten ngo's richten zich op diverse terreinen, zoals op sociaal-economisch en sociaal-maatschappelijk gebied, onderwijs, mensenrechten, milieu, cultuur, religie, sport en politiek. Doelgroepen zijn onder meer bewoners in de binnenlanden, ouderen, kinderen, vrouwen en gehandicapten. De schaalgrootte varieert, evenals het werkgebied dat landelijk tot op buurtniveau kan zijn. Medio jaren negentig waren 62 organisaties bij het forum aangesloten.